# مارينا خان
مارينا خان (بالإنجليزية: Marina Khan) هي لاعبة بولينغ نيوزيلندية، ولدت في 13 ديسمبر 1965.